# Békésszentandrás
Békésszentandrás is een plaats (nagyközség) en gemeente in het Hongaarse comitaat Békés. Békésszentandrás telt 4167 inwoners (2001).